# 3114 Ercilla
3114 Ercilla è un asteroide della fascia principale. Scoperto nel 1980, presenta un'orbita caratterizzata da un semiasse maggiore pari a 2,417608 UA e da un'eccentricità di 0,201386, inclinata di 2,233909° rispetto all'eclittica. Ha un diametro di 5,040 km. Ha un periodo di rotazione di 5,829 ore. Ha un'albedo di 0,277
Fa parte della famiglia di asteroidi Nisa.
L'asteroide è dedicato al poeta, scrittore ed esploratore spagnolo Alonso de Ercilla.